# Chiara Hölzl
Chiara Hölzl (Schwarzach im Pongau, 1997. július 18. –) osztrák síugrónő, olimpikon.

## Pályafutása
2012-ben debütált a Lillehammeri FIS síugró világkupán. A 2013-as, Fiemme-völgyben rendezett 2013-as északisí-világbajnokságon ezüstérmet szerzett az osztrák csapattal a normálsáncon rendezett vegyes számban.
2014-ben és 2018-ban is részt vett a téli olimpiai játékokon az egyéni normálsáncos versenyen, előbbin a 25., utóbbin a 11. helyet érte el.